# Theaterbrunnen in Weimar

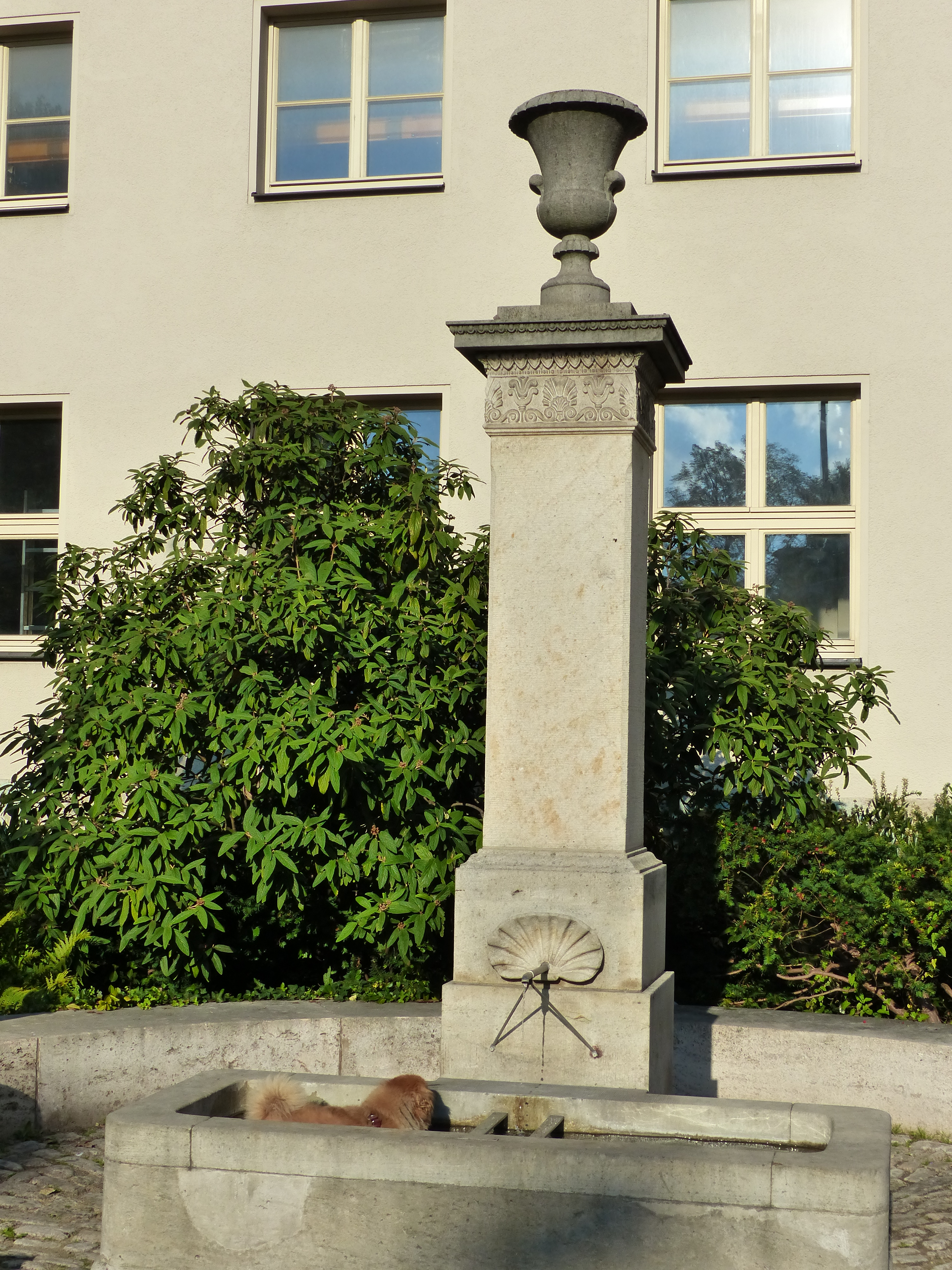
Theaterbrunnen am Deutschen Nationaltheater

Der Theaterbrunnen in Weimar befindet heute sich am Sophienstiftsplatz. Er wurde von Großherzogin Maria Pawlowna gestiftet und 1847 von Carl Dornberger geschaffen.
Er befand sich gegenüber von Clemens Wenzeslaus Coudrays Wohnhaus in der Inneren Erfurter Straße, der heutigen Heinrich-Heine-Straße, südlich vom Martersteighaus. Coudray hat ihn möglicherweise auch entworfen. Beim Umbau des Theaters 1974 wurde der Brunnen abgebaut. Der Brunnen liegt innerhalb einer vertieft liegenden Fläche von steinerner Brunnenbank. Das Brunnenbecken ist rechteckig und für die Brunnen in Weimar völlig untypisch schmucklos. Am Ausguss befindet sich eine muschelartige Verzierung. Auf der Brunnensäule befindet sich ein Krater. Sein zweiter Standort seit 1998 ist am Sophienstiftsplatz. links vom Diensteingang in das Deutsche Nationaltheater. Das Halbrund ist ebenfalls so angelegt, jedoch die vertieft liegende Fläche wurde mit Kalksteinpflasters auf die Höhe des Gehwegpflaster angehoben. 1995 wurden allerdings nur Teile des Brunnens wiedergefunden. Am ursprünglichen Aufstellungsort war er nicht mehr aufstellbar. Er konnte mit Hilfe alter Dokumente restauriert werden. Die Restaurierung wiederung brachte es mit sich, dass sichtbar verschiedene Gesteine Verwendung fanden. Ursprünglich bestand er aus Berkaer Sandstein. Die ergänzten Teile sind aus Cottaer Sandstein.
In unmittelbarer Nähe befindet sich das Denkmal für Johann Nepomuk Hummel.